# Nick Swaney
Nick Swaney (Burnsville, Minnesota, 9 de septiembre de 1997) es un jugador profesional estadounidense de hockey sobre hielo que se desempeña en la posición de extremo derecho en Minnesota Wild, equipo de la National Hockey League (NHL).

## Carrera
Fue seleccionado en la séptima ronda en la NHL Entry Draft de 2017. En 2022 hizo su debut profesional con el equipo Minnesota Wild, donde lleva jugando una temporada.